# Вагнер, Йосеф
Йосеф Вагнер (26 мая 1928 — 6 мая 2000) — чешский зоолог, путешественник, писатель и директор зоопарка Двур-Кралове-над-Лабем.

## Биография

### Ранние годы
Йосеф родился 26 мая 1928 года в деревне Ждирнице в окрестностях Трутнова. Отучившись в технической школе в Двур-Кралове-над-Лабем, Йосеф поступил в колледж лесного хозяйства в Трутнове, а закончив его — отучился в институте лесного хозяйства чешского агротехнического университета. В 1965 году заочно прошёл аспирантуру по теме тропических лесов а в 1974 году получил степень кандидата сельскохозяйственных наук и лесного хозяйства.
С 1952 по 1958 проходил военную службу как старший офицер в военно-лесном управлении города Мирошов. С 1958 по 1964 преподавал в колледже лесного хозяйства в городе Свобода над Упой.

### Двур-Краловский зоопарк
В 1965 году вступил в должность директора зоопарка в Двур-Кралове-над-Лабем, известного также как Восточно-Богемский зоосад (чеш. Východočeská zoologická zahrada). До прихода Йосефа зоопарк не был известен за пределами региона. Став директором, Йосеф поставил целью улучшить стандарты содержания животных. За время руководства зоопарком, Йосеф ввёз с территории Африки более 3000 животных, в основном обитателей саванн Восточной Африки.
Йосефу удалось добиться высокой выживаемости животных при перевозке: в то время нормой считалась смертность во время перевозки от 30 до 50%, Йосеф же благодаря мероприятиям по карантину, уходу за животными и акклиматизации довёл показатель смертности до 1,8%. Некоторые завезённые животные позже были переданы в другие зоопарки, но большинство осталось в Двур-Кралове, где проживают крупнейшие стада антилоп, зебр, жирафов, буйволов и носорогов за пределами Африки. Главной специализацией зоопарка стали носороги, включая северного и южного белого.

#### Сафари
Вдохновлённый идеями Карла Хагенбека, Йосеф решил отказаться от содержания животных в клетках в пользу свободного выпаса в условиях, приближенных к их естественной среде обитания. Для этой цели ему требовалось не только расширить территорию зоопарка до 70 га, но что важнее, поселить десятки особей животных каждого вида. Единственный способ получить столько животных — добыть их самостоятельно. Для этой цели Йосеф организовал девять экспедиций, в процессе которых он ввёз 1964 особи. За счёт разведения в неволе удалось довести количество особей до 5000. Однако полноценное сафари в зоопарке заработало лишь в 1989 году, через 6 лет после того, как Йосеф ушёл на пенсию по состоянию здоровья, и проходило на территории 30 га, вместо планировавшихся 70.

#### Попытка приватизации
В 90-х годах Йосеф предлагал приватизировать зоопарк, превратив его в семейное предприятие. Он считал, что местные власти не справятся с управлением столь крупным зоопарком, а приватизация может быть хорошим решением проблемы. Однако его предложение было отклонено и вызвало критику со стороны руководства зоопарка.